# Championnat de Norvège féminin de football 2021
Navigation
Édition précédente Édition suivante
Le championnat de Norvège féminin de football 2021 est la 35e édition du championnat de Norvège féminin. Les dix meilleurs clubs de football féminin de Norvège sont regroupés au sein d'une poule unique, la Toppserien, où ils s'affrontent deux fois au cours de la saison, à domicile et à l'extérieur.
Le championnat devait débuter le 20 mars 2021, mais en raison de la pandémie de Covid-19 il a été repoussé à début mai, puis le 31 mars est annoncé le 22 mai 2021 comme date de départ.

## Organisation
Le championnat à 10 équipes se déroule par match aller-retour soit dix-huit rencontres, neuf à domicile et neuf à l'extérieur. Le premier du classement est désigné champion, tandis que le dernier est relégué en deuxième division et que l'avant-dernier affronte le dauphin de deuxième division en barrage de promotion/relégation.

## Les 10 équipes
| \| Agglomération d'Oslo: Lyn Fotball Vålerenga FD Lillestrøm SK Kolbotn Fotball Stabæk FK Oslo Avaldsnes IL Klepp IL Arna-Bjørnar Rosenborg IL Sandviken \| Localisation des clubs engagés. |
| Agglomération d'Oslo: Lyn Fotball Vålerenga FD Lillestrøm SK Kolbotn Fotball Stabæk FK Oslo Avaldsnes IL Klepp IL Arna-Bjørnar Rosenborg IL Sandviken                                       |

| Club                           | Classement 2020 | Stade                   | Capacité | Date de Création |
| ------------------------------ | --------------- | ----------------------- | -------- | ---------------- |
| Vålerenga Fotball Damer        | 1               | Intility Arena          | 16 555   |                  |
| Rosenborg Ballklub Kvinner     | 2               | Koteng Arena            | 600      |                  |
| Avaldsnes IL                   | 3               | Avaldsnes Idrettssenter | 1 000    |                  |
| Lillestrøm Sportsklubb Kvinner | 4               | LSK-Hallen              | 3 000    |                  |
| IL Sandviken                   | 5               | Stemmemyren             |          |                  |
| Lyn Fotball                    | 6               | Kringsjå kunstgress     | 450      |                  |
| Klepp IL                       | 7               | Klepp Stadion           | 500      |                  |
| Arna-Bjørnar                   | 8               | Arna Idrettspark        | 1 500    |                  |
| Kolbotn Fotball                | 9               | Sofiemyr                | 400      |                  |
| Stabæk Fotball Kvinner         | D2              | Nadderud Stadion        | 4 500    |                  |

## Compétition

### Classement
Le barème utilisé pour établir le classement est le suivant : 3 points pour une victoire, 1 point pour un match nul et 0 point pour une défaite.
| Rang | Équipe          | Pts | J  | G  | N | P  | Bp | Bc | Diff |
| ---- | --------------- | --- | -- | -- | - | -- | -- | -- | ---- |
| 1    | IL Sandviken    | 52  | 18 | 17 | 1 | 0  | 50 | 6  | +44  |
| 2    | Rosenborg       | 48  | 18 | 16 | 0 | 2  | 42 | 15 | +27  |
| 3    | Lillestrøm SK   | 37  | 18 | 12 | 1 | 5  | 46 | 32 | +14  |
| 4    | Vålerenga FD T  | 35  | 18 | 11 | 2 | 5  | 46 | 17 | +29  |
| 5    | Arna-Bjørnar    | 21  | 18 | 6  | 3 | 9  | 27 | 44 | -17  |
| 6    | Kolbotn Fotball | 20  | 18 | 6  | 2 | 10 | 21 | 31 | -10  |
| 7    | Stabæk FK P     | 17  | 18 | 5  | 2 | 11 | 15 | 36 | -21  |
| 8    | Avaldsnes IL    | 12  | 18 | 3  | 3 | 12 | 25 | 35 | -10  |
| 9    | Lyn Fotball     | 12  | 18 | 3  | 3 | 12 | 19 | 34 | -15  |
| 10   | Klepp IL        | 7   | 18 | 2  | 1 | 15 | 12 | 53 | -41  |

|  | Champion et qualifié pour le premier tour de qualifications de la Ligue des champions 2022-2023 |
|  | Qualifié pour le premier tour de qualifications de la Ligue des champions 2022-2023             |
|  | Barrage de promotion/relégation                                                                 |
|  | Relégué en deuxième division                                                                    |
|  | (T) Tenant du titre (C) Vainqueur de la Coupe de Norvège (P) : Promu de deuxième division       |

### Barrage de maintien/relégation
| 9e de D1    | Aller | Total | Retour | 2e de D2      |
| ----------- | ----- | ----- | ------ | ------------- |
| Lyn Fotball | 2 - 1 | 3 - 1 | 1 - 0  | Åsane Fotball |

## Statistiques individuelles
Source.

### Meilleures buteuses
| Rg  | Joueuse                | Club         | Buts |
| --- | ---------------------- | ------------ | ---- |
| 1.  | Emilie Haavi           | LSK Kvinner  | 13   |
| 2.  | Synne Jensen (en)      | Vålerenga    | 11   |
| 2.  | Lisa-Marie Utland      | Rosenborg    | 11   |
| 4.  | Julie Blakstad         | Rosenborg    | 10   |
| 4.  | Maria Brochmann (no)   | IL Sandviken | 10   |
| 6.  | Sophie Román Haug      | LSK Kvinner  | 9    |
| 6.  | Dejana Stefanović (en) | Vålerenga    | 9    |
| 8.  | Sara Fornes            | Rosenborg    | 7    |
| 8.  | Marit Lund             | IL Sandviken | 7    |
| 10. | Vilde Hasund           | IL Sandviken | 6    |

### Meilleures passeuses
| Rg | Joueuse                | Club         | P.d. |
| -- | ---------------------- | ------------ | ---- |
| 1. | Marit Lund             | IL Sandviken | 13   |
| 2. | Camilla Linberg        | LSK Kvinner  | 9    |
| 3. | Dejana Stefanović (en) | Vålerenga    | 7    |
| 4. | Tonje Pedersen         | Kolbotn IL   | 5    |
| 5. | Elin Åhgren Sorum      | Rosenborg    | 4    |
| 5. | Julie Blakstad         | Rosenborg    | 4    |
| 5. | Emilie Haavi           | LSK Kvinner  | 4    |
| 5. | Sophie Román Haug      | LSK Kvinner  | 4    |
| 5. | Lisa Naalsund          | IL Sandviken | 4    |
| 5. | Ingrid Ryland (en)     | IL Sandviken | 4    |
| 5. | Karina Sævik           | Avaldsnes IL | 4    |
| 5. | Olaug Tvedten          | Avaldsnes IL | 4    |

## Bilan de la saison
| Championnat de Norvège féminin de football 2021        |              |
| Champion                                               | IL Sandviken |
| Dauphin                                                | Rosenborg BK |
| Coupes et trophées                                     |              |
| Vainqueur Coupe de Norvège                             | Vålerenga FD |
| Qualifications continentales                           |              |
| Ligue des champions féminine de l'UEFA 2022-2023       | IL Sandviken |
| Ligue des champions féminine de l'UEFA 2022-2023       | Rosenborg BK |
| Promotions et relégations                              |              |
| Promus en Championnat de Norvège féminin de football   | Røa IL       |
| Relégués en Championnat de Norvège féminin de football |              |
| Klepp IL                                               |              |